# 통천군

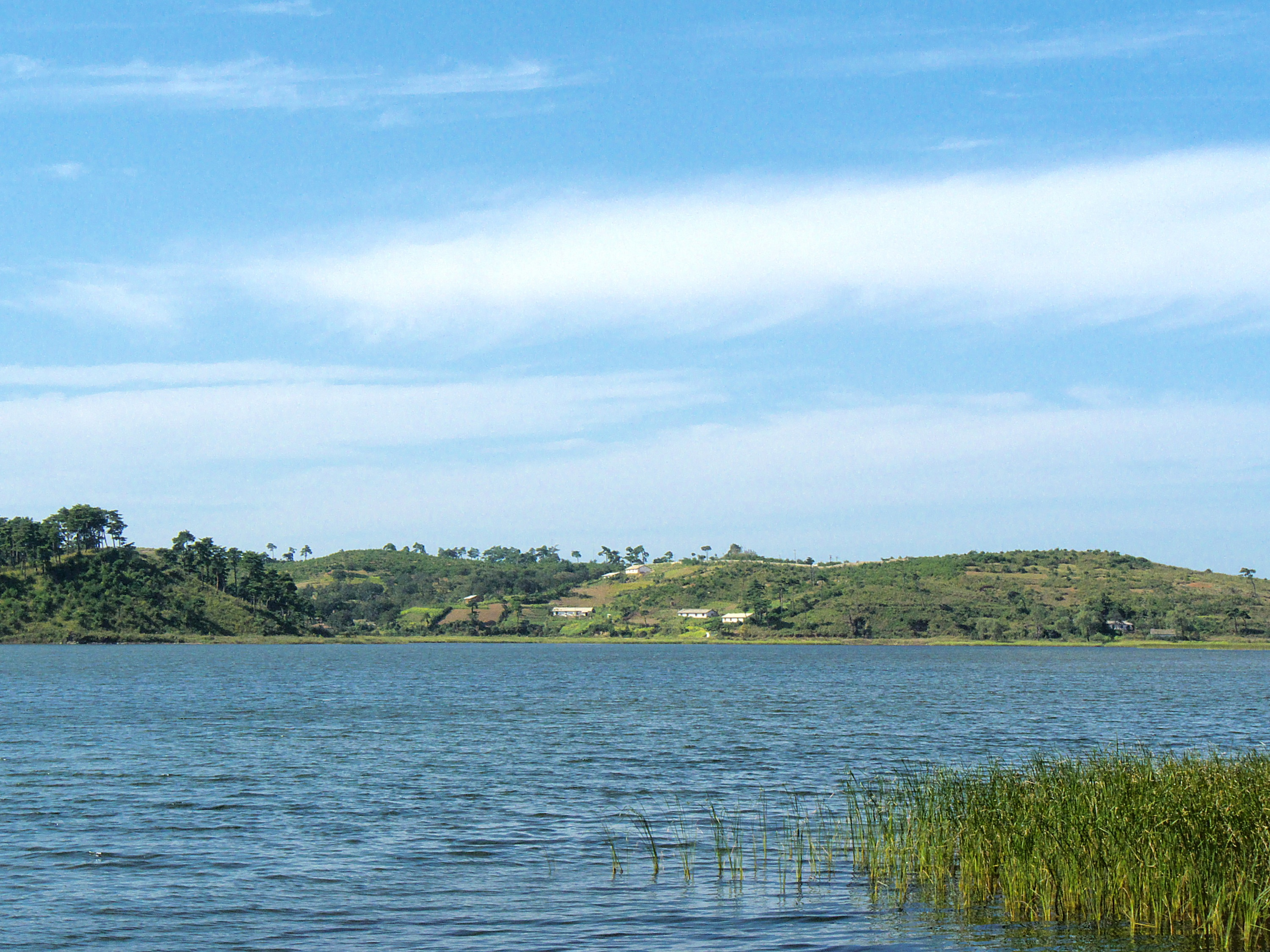
시중호

통천군(通川郡)은 조선민주주의인민공화국의 강원도에 속해있는 군이다.

## 지리
태백산맥의 동쪽, 동해안의 통천평야에 위치해 있다. 금강산과 가까이 있고 서쪽은 높고 동쪽은 낮다. 안개가 발생하기 쉽고 해안에는 석호가 위치해 있다.
남쪽으로 고성군, 금강군, 창도군과 접하고 서쪽으로 회양군, 안변군과 접한다.

## 역사
| Daedongyeojido (Gyujanggak) 10-02.jpg | Daedongyeojido (Gyujanggak) 10-01.jpg |
| Daedongyeojido (Gyujanggak) 11-02.jpg | Daedongyeojido (Gyujanggak) 11-01.jpg |

고구려 시대에는, 휴양군과 습비곡현이 놓인 지역이었다. 신라 시대에는 각각 금양군·습계현으로 개칭되었다. 고려시대에 습계현은 흡곡현으로 금양군은 통주로 각각 개칭되었다. 조선 시대에 이 지역은 강원도 관찰사의 관할이 되었다. 1413년, 통주는 통천군으로 개칭되었다.
- 1895년 : 강릉부 소속의 통천군·흡곡군이 되었다(23부제).
- 1896년 : 2개의 군은 강원도에 속하게 되었다.
- 1910년 : 흡곡군이 통천군에 편입되었다.
- 1928년 4월 1일 학이면과 학삼면이 흡곡면으로 합면하였다.[2]
- 1928년 6월 1일 흡곡면 연동리(淵洞里)를 풍호리(豊湖里)로 개칭하였다.[3]
- 1937년 4월 1일 순령면이 고저면으로 개칭되었다.[4]
- 1938년 10월 1일 고저면이 고저읍으로 승격하였다.[5]
- 1952년에 통천군 고저면 총석리, 고저리를 통합해 통천읍으로 개편하였다.

## 경제
평야 지역이기 때문에 농업이 주요 산업이다. 쌀과 함께 보리, 밀, 귀리, 기장, 옥수수, 콩, 감자가 생산된다. 벌목업과 어업 또한 이루어진다.

## 교통
동해북부선(금강산청년선)이 이 군을 통과한다.

## 행정 구역
1읍(통천읍)과 30리(가흥리(佳興里), 강동리(江洞里), 거성리(巨城里), 구읍리(舊邑里), 군산리(君山里), 금란리(金蘭里), 대곡리(垈谷里), 로상리(路上里), 룡수리(龍水里), 룡천리(龍川里), 리목리(梨木里), 명고리(鳴皐里), 미평리(嵋坪里), 방포리(芳浦里), 벽암리(碧巖里), 보탄리(寶炭里), 보호리(寶湖里), 봉호리(峯湖里), 송전리(松田里), 신대리(新垈里), 신림리(新林里), 신흥리(新興里), 자산리(慈山里), 장대리(長臺里), 장진리(長津里), 중천리(中泉里), 패천리(沛川里), 풍산리(豊山里), 하수리(河水里), 화통리(貨通里))로 구성되어 있다.

## 관광지
통천군에는 총석정과 금강산이 위치해 있다. 총석정은 통천군의 해안가 근처에 있으며, 고속도로를 통해 볼 수 있다.

## 기타
- 정주영 전 현대그룹 회장이 통천군 송전면 아산리에서 태어났다. 아호인 아산(峨山)이 고향 마을의 이름을 딴 것이다.
- 조선민주주의인민공화국의 방송원 리춘히가 통천군 출신이다.
- 통천군은 조선민주주의인민공화국에서 동쪽의 최남단에 위치한 무승인번호지역[6]이다. 서쪽은 황해남도 해주역이다.

## 같이 보기
- 금강산
- 총석정